# Format obert
Un format obert és una especificació per emmagatzemar dades digitals, publicada i patrocinada, habitualment, per una organització d'estàndards oberts, i lliure de restriccions legals i econòmiques d'ús. Un format obert ha de poder ser implementable lliurement per programes privatius o lliures, usant les llicències típiques de cadascun. Per contrast, els formats privatius són controlats i definits per interessos privats. Els formats oberts són un subconjunt dels estàndards oberts.
La meta fonamental dels formats oberts és garantir l'accés a llarg termini a les dades emmagatzemades sense la incertesa actual o futura respecte dels drets legals d'ús de la tecnologia d'accés, a la disponibilitat d'aquesta tecnologia, o l'especificació tècnica del format d'emmagatzematge de les dades. Una meta secundària comuna dels formats oberts és fomentar la competència, en lloc de permetre que el control que un venedor exerceix sobre un format propietari inhibeixi l'ús dels productes de la competència. Per aquests motius, diversos governs i companyies privades han demostrat cada vegada més interès a promoure l'ús i desenvolupament de formats oberts.

## Programari lliure i formats oberts
La relació entre els formats oberts i el programari lliure és sovint mal compresa. En molts llocs s'ha difós la creença que la promoció de formats oberts impedeix el desenvolupament normal dels negocis i el desenvolupament comercial de programes. Contra aquesta creença cal recordar que molts programes propietaris fan servir de fet formats oberts, i molts programes oberts poden utilitzar sovint formats propietaris. HTML per exemple, el familiar llenguatge obert de format de text d'Internet, és la base de navegadors propietaris com ara Opera, així com navegadors lliures com ara Mozilla Firefox. Anàlogament, OpenOffice, un programa lliure d'oficina, pot manipular els formats propietaris DOC, XLS i PPT de Microsoft, així com els corresponents formats oberts ODT, ODS i ODP d'OpenDocument. Per acabar, diversos fabricants comercials publiquen els seus estàndards perquè puguin ser implementats en altres sistemes, incloent desenvolupadors de programari lliure, com va fer Adobe Systems amb Portable Document Format (PDF), o Microsoft amb el Format de Text Enriquit (RTF). No obstant això, alguns formats propietaris són coberts per patents amb drets reservats o altres requisits restrictius que prohibeixen la seva implementació per programari lliure (o almenys per algunes llicències comuns per a aquest, tals com la Llicència Pública General de GNU).

## Polítiques públiques
Als Estats Units, Massachusetts va esdevenir el primer Estat a legislar específicament respecte dels formats oberts per la seva importància per a arxius públics. Després que Eric Kriss, Secretari d'Administració i Finances de l'Estat, va anunciar una proposta per adoptar estàndards oberts, la Commonwealth de Massachusetts va convocar una cimera sobre formats oberts el 9 de juny de 2005. Hi van participar el secretari Kriss, Peter Quinn, Secretari Executiu de l'Estat, i representants de desenvolupadors de formats oberts i propietaris.
El 31 d'agost de 2005, Massachusetts va publicar un esborrany de la seva política sobre formats oberts que va subscriure explícitament l'ús dels formats OpenDocument d'OASIS a partir del 2007, esdevenint així el primer Estat en prender tal decisió. La implicació per als venedors de programes és que els seus productes (inclosa la suite Office de Microsoft, principal proveïdor actual de l'Estat de Massachusetts) han de suportar formats oberts a partir del 2007, o seran retirats dels ordinadors dels funcionaris de l'Estat. La decisió final va ser publicada el 21 de setembre de 2005.
La Unió Europea i diversos altres governs han anunciat la seva decisió d'adoptar polítiques similars.

## Exemples de formats oberts

### Text
- DjVu (format de document, optimitzat per a imatges)
- EPUB (estàndard per ebook)
- HTML (format estàndard de les pàgines web)
- OpenDocument d'OASIS (per documents d'oficina)
- Office Open XML ISO/IEC 29500:2008[1] (per documents d'oficina)
- PDF (format de document portable, i optimitzat per vectors)
- RTF (format de text enriquit)
- TXT (format de text)

### Imatge
- JPEG (format d'imatge)
- PNG (format d'imatge)
- SVG (format de gràfics vectorials)

### Vídeo
- Dirac (còdec) (format de vídeo basat en ondetes)
- Theora (format de vídeo)

### Àudio
- FLAC (format d'àudio sense pèrdua)
- Speex (format de veu)
- Vorbis (format d'àudio general)
- Ogg (format d'àudio general)
- Opus (format d'àudio digital molt versàtil)